# Le Rat noir d'Amérique
Pour plus de détails, voir Fiche technique et Distribution.

Le Rat noir d'Amérique est un court métrage français réalisé par Jérôme Enrico, sorti en 1982.

## Synopsis
Un écrivain voit se réaliser les évènements de son histoire au fur et à mesure de son écriture.

## Fiche technique
- Titre : Le Rat noir d'Amérique
- Réalisation : Jérôme Enrico, assisté de Guy Pinon
- Scénario : Jérôme Enrico
- Musique : Célia Reggiani
- Photographie : François Catonné
- Son : Patrice Noïa
- Durée : 21 minutes

## Distribution
- André Julien : Le vieil écrivain
- Philippe du Janerand : Le peintre
- Philippe Goyard : Mime
- Louis Julien : Le jeune écrivain
- Pierre Arditi : Le narrateur
- Pia Courcelle